# Club Voleibol L'Illa Grau 2014-2015
Questa voce raccoglie le informazioni riguardanti il Club Voleibol L'Illa Grau nelle competizioni ufficiali della stagione 2014-2015.

## Organigramma societario
Area tecnica
- Allenatore: Carlos Cavalli
- Allenatore in seconda: Facundo Leal

## Rosa
| N° | Nome             | Ruolo | Data di nascita  | Nazionalità sportiva |
| -- | ---------------- | ----- | ---------------- | -------------------- |
| 1  | Marcos Dreyer    | C     | 21 novembre 1971 | Brasile              |
| 4  | Alvaro Villalba  | S/O   | 9 maggio 1989    | Spagna               |
| 5  | Tomás Agost      | C     | -                | Spagna               |
| 6  | Jefferson Rivera | C     | 26 ottobre 1990  | Spagna               |
| 7  | Eric Montoliu    | C     | 17 ottobre 1993  | Spagna               |
| 8  | Daniel Herrera   | P     | 24 novembre 1990 | Spagna               |
| 9  | Mihai Costache   | L     | -                | Romania              |
| 10 | Enric Bescos     | P     | -                | Spagna               |
| 11 | Alejandro Blasco | S     | 12 novembre 1993 | Spagna               |
| 13 | Victor Lomuto    | P     | 13 febbraio 1978 | Argentina            |
| 14 | Ignacio Gómez    | C     | 28 aprile 1995   | Spagna               |
| 15 | David Sanllehí   | S     | 20 giugno 1991   | Spagna               |
| 17 | Sergi Martín     | S     | 8 luglio 1974    | Spagna               |